# Bélesta (Ariège)
Bélesta is een gemeente in het Franse departement Ariège (regio Occitanie). De plaats maakt deel uit van het arrondissement Foix. Bélesta telde op 1 januari 2022 1.085 inwoners.

## Geografie
De oppervlakte van Bélesta bedroeg op 1 januari 2022 26,94 vierkante kilometer; de bevolkingsdichtheid was toen 40,3 inwoners per km².
De onderstaande kaart toont de ligging van Bélesta met de belangrijkste infrastructuur en aangrenzende gemeenten.

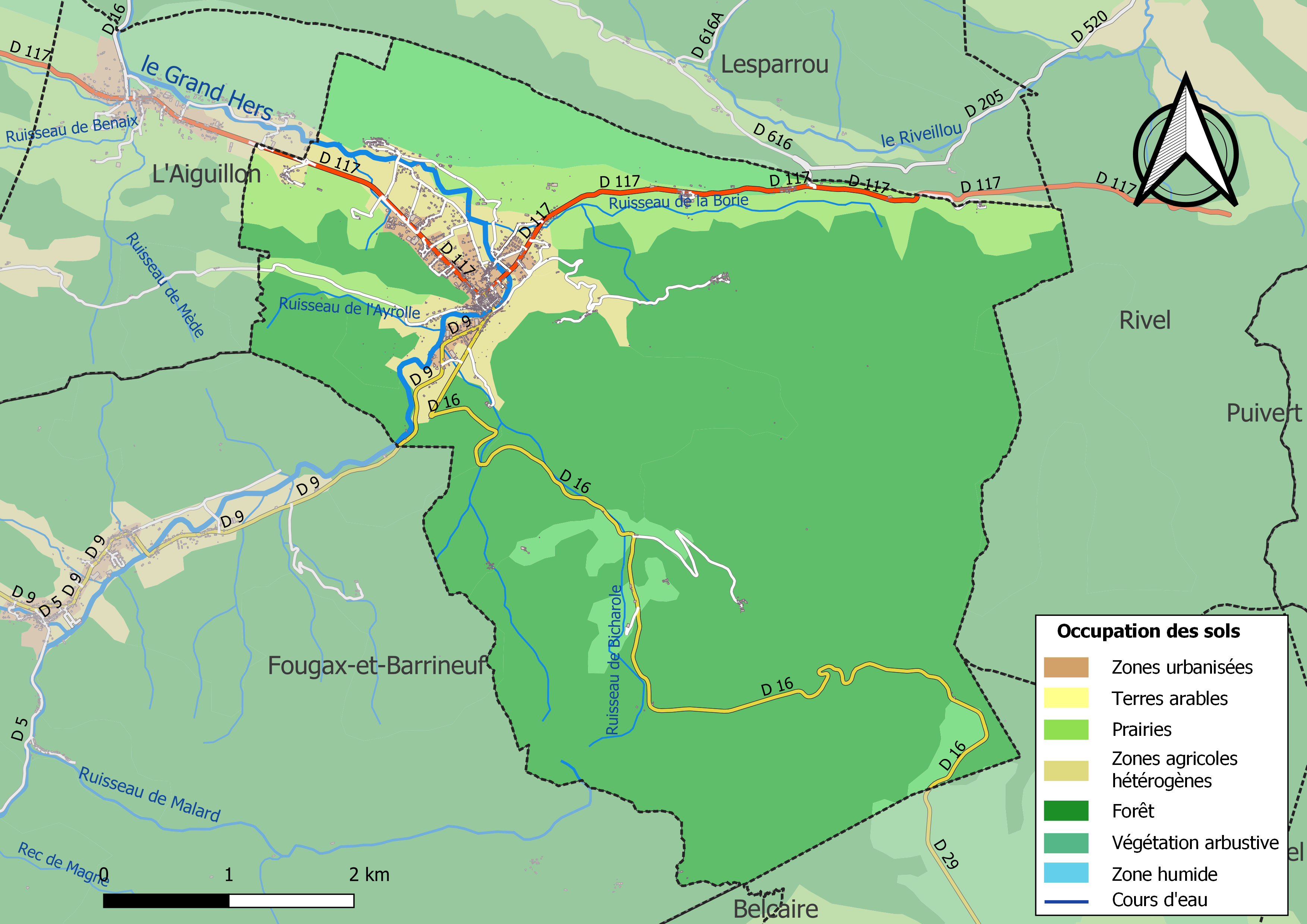

## Demografie
Onderstaande figuur toont het verloop van het inwonertal (bron: INSEE-tellingen).

Vanwege een beveiligingsprobleem met de MediaWiki Graph-software is het momenteel niet mogelijk deze grafiek weer te geven. Zodra de software is bijgewerkt zal de grafiek vanzelf weer zichtbaar worden.